# Kościół św. Anny w Liszkowie
Kościół świętej Anny w Liszkowie – rzymskokatolicki kościół parafialny należący do parafii pod tym samym wezwaniem (dekanat złotnicki archidiecezji gnieźnieńskiej).
Obecny kościół to trzecia, co do kolejności powstania, budowla. Została wzniesiona w 1713 roku, natomiast w 2. połowie XIX wieku zostały dostawione: zakrystia i kruchta. Bryła świątyni została zbudowana w konstrukcji zrębowej, wzmocnionej lisicami. Kościół jest zwarty, powstał na planie prostokąta, składa się z jednej większej nawy i mniejszego, trójbocznie zamkniętego prezbiterium. Boczne kaplice tworzą rodzaj pseudotranseptu. Całość budowli stoi na kamienno-ceglanym fundamencie. Świątynię nakrywają dachy siodłowe o pokryciu ceramicznym. Po zachodniej stronie znajduje się wieża nakryta dachem namiotowym przechodzącym w iglicę. Wyposażenie kościoła reprezentuje style: barokowy i rokokowy.